# Промисловість пластмас і синтетичних смол
Промисло́вість пластма́с і синтети́чних смол — підгалузь хімічної промисловості, яка включає дві стадії: стадію органічного синтезу, де отримують високомолекулярні сполуки — полімери, і стадію переробки полімерів у різні вироби. Продукція цієї підгалузі використовується у будівництві, авіа-, судно-, автомобіле- і машинобудуванні, електротехніці, побуті та ін.